# 穿入蛇行

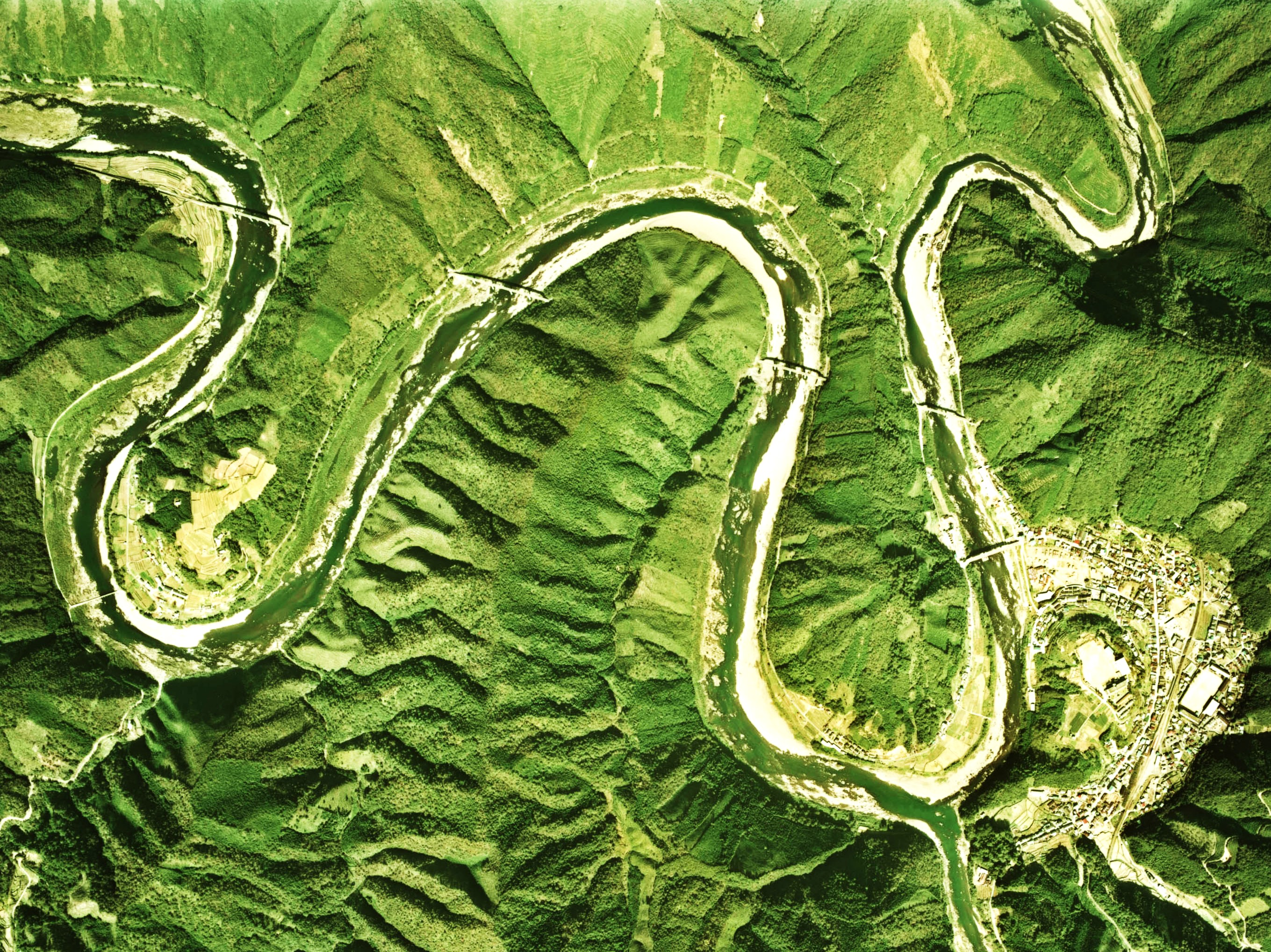
穿入蛇行の典型例、四万十川中流域の空中写真。予土線土佐大正駅付近。（1975年撮影）

穿入蛇行（せんにゅうだこう、incised meander）とは、よく発達した滑走斜面をもち、蛇行状に曲がりくねった谷の中を流れる河流の状態のことである。穿入曲流ともいう。
これは、生育曲流（ingrown meander）とも呼ばれる。なぜなら、ループが拡がっていくにつれて、斜め下方への侵食によって流路自身を掘り下げるからである。穿入蛇行は、河川の侵食の復活による若返りの地形と考えられる。

## 定義
よく発達した滑走斜面をもち、蛇行状に曲がりくねった谷の中を流れる河流の状態を穿入蛇行または穿入曲流（incised meander）という。これは、生育曲流（ingrown meander）とも呼ばれる。なぜなら、ループが拡がっていくにつれて、斜め下方への侵食によって流路自身を掘り下げるからである。穿入蛇行は、河川の侵食の復活による若返りの地形と考えられる。

## 穿入蛇行と嵌入曲流
しかし、侵食が主に鉛直方向に働くと、ループが拡大される機会はなく、この場合形成される穿入蛇行は、嵌入曲流（entrenched meander）と呼ばれ、区別される。この二つを両極端としていろいろな程度のものがあり、嵌入曲流になるのは相対的に隆起速度が大きく下刻が早い場合である。たとえば、抵抗性の強い地層を覆う侵食されやすい堆積物から成る平野面上を河川が自由に曲流している場合には、回春が起こって、下刻される流路はすぐに下位の岩石まで到達し、もともとの曲流の形を受けついで流れる傾向をもつ。嵌入曲流の例として、イギリスのダラムの町をヘアピン状の峡谷をなしてながれるウェア川などがある。

## 穿入蛇行が生じるプロセス
通常、穿入蛇行を起こすプロセスとして、二つの場合があると考えられている。以下に、その二つを挙げ、解説する。

### 掘削蛇行が生じる場合
一つは、氾濫原上を自由蛇行していた川が地盤の急激な隆起などによって若返る場合であり、その結果、川の下刻作用が復活し、屈曲した流路に沿って谷を深く掘り込んで穿入蛇行を生ずる。このような蛇行を掘削蛇行（intrenched meander）と呼ぶ。このような、とくに下刻作用が強い谷では、両側の谷壁が同じような傾斜をもち、谷の横断面形はほとんど対称的である。

### 生育蛇行が生じる場合
そしてもう一つは、地盤が継続的に隆起するために、多少屈曲して流れている河川が、しだいに屈曲の度を増しながら下刻を行う場合であり、河流は、その慣性によって左右の谷壁に交互に衝突し、側刻作用も著しい。こうして、蛇行流路は蛇行帯の幅を増加しながら下流にずれて移動していく。このように、屈曲の度を増しながら河床を深く掘り込んでいく蛇行現象を生育蛇行（ingrown meander）と呼ぶ。屈曲した流路の外側の谷壁は側刻を受けて急斜面を形成し、攻撃斜面（undercut slope）と呼ばれる。これに対し、屈曲した流路の内側の緩斜面は滑走斜面（slip-off slope）と呼ばれる。

## 穿入蛇行の研究者 Moore,R.C.
Moore,R.C.は、コロラド地方のサンジュアン川の蛇行を研究した人物である。このMoore,R.C.という人物は、穿入蛇行と同じ意味で閉塞蛇行（inclosed meander）という語を使った。そして、岩石の性質が穿入蛇行の細部の形態を形成するのに大切な役割を担うことを論じ、前輪廻の自由蛇行から出発した穿入蛇行は、硬岩の部分では掘削蛇行、軟岩の部分では生育蛇行を形成することを述べている。

## 穿入蛇行の例

### 日本
紀伊半島の熊野川・日高川・日置川、赤石山脈南東部を流れる大井川本流、天竜川の支流気田川、四国の四万十川上流部の松原川・檮原川・吉野川の流路、房総半島の小櫃川・養老川の曲流など。

### 日本以外
ヨーロッパでは、フランスの北部を流れるセーヌ川・ミューズ川などの河川、ライン川の支流モーゼル川、アメリカ合衆国を流れるコロラド川にあるホースシューベンドなど。

## 関連サイト
- 林千夏・池田宏（2000） 四万十川中流の穿入蛇行の成り立ち．筑波大学陸域環境研究センター報告1, 43-50
- 中野彰夫・池田宏（1999） 穿入蛇行河川の流路変動様式を規定する要因：大井川中流域の事例．筑波大学水理実験センター報告 24, 1-22
- 八木留美子,・池田宏（1997） 大井川中流の穿入蛇行河道の側方移動について．筑波大学水理実験センター報告 22, 1-8
- 今朝洞重美（1952） 小櫃川および養老川の穿入蛇行と地質との関係．地理学評論 25（8）, 328-338
- 河内伸夫（1976） 中国山地の穿入蛇行．地理学評論 49,43-53